# Norra Mörtsjön
Norra Mörtsjön är en sjö i Lekebergs kommun i Närke och ingår i Norrströms huvudavrinningsområde.